# Itum-Kalinsky (huyện)
Huyện Itum-Kalinsky (tiếng Nga: ? райо́н) là một huyện hành chính tự quản (raion), của Chechnya, Nga. Huyện có diện tích 1239 km², dân số thời điểm ngày 1 tháng 1 năm 2000 là 2800 người. Trung tâm của huyện đóng ở Itum-Kali.